# 글렌 모건

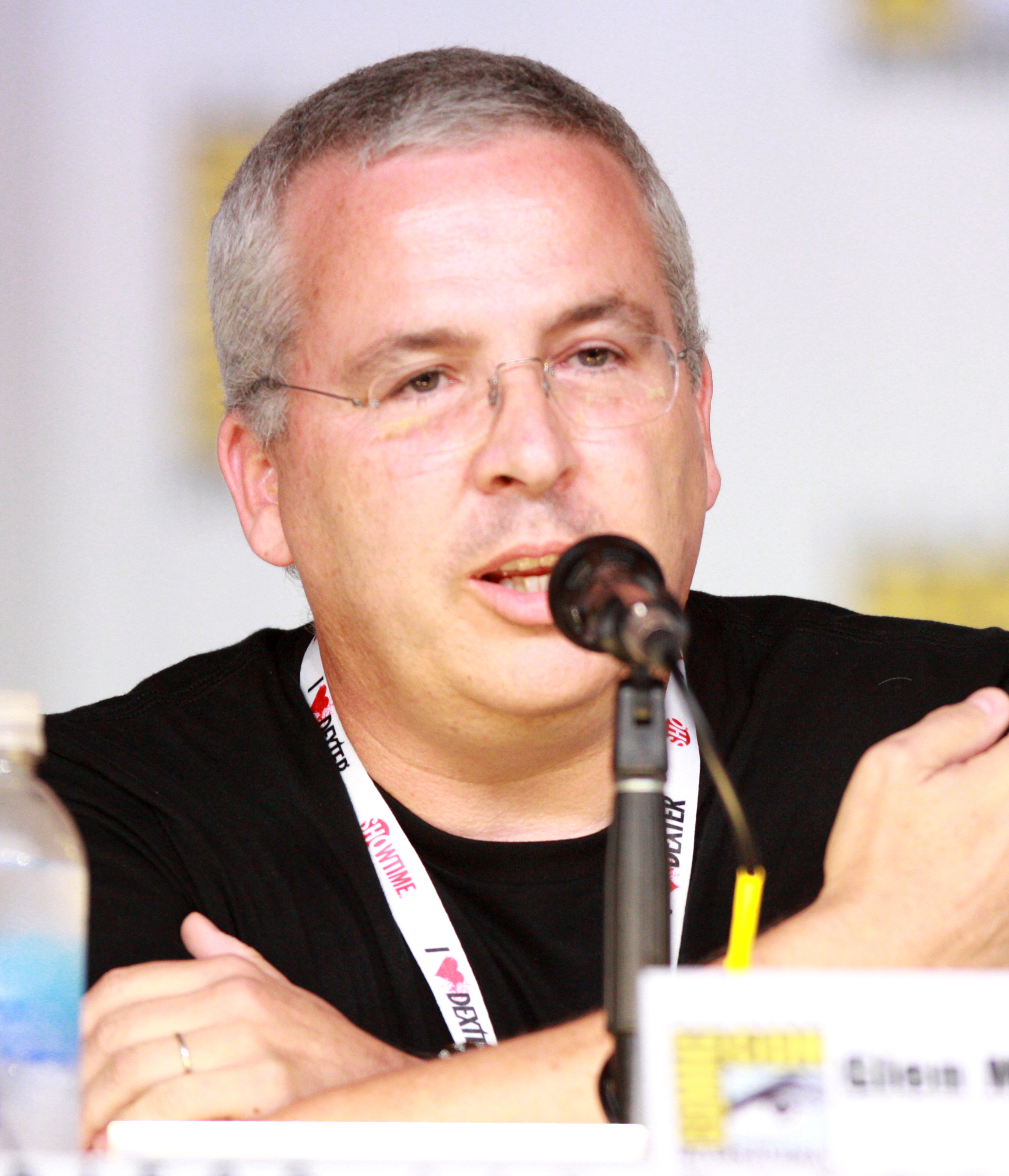

글렌 모건(Glen Morgan)은 미국의 영화 제작자로 오래전부터 제임스 웡(James Wong)과 함께 많은 작품의 제작에 참여해 온 것으로 잘 알려져 있다.
2007년 5월, The Hollywood Reporter에서는 글렌 모르간이 NBC(National Broadcasting Company)의 Bionic Woman 시리즈(리메이크)의 진행 프로듀싱을 담당하게 되었다고 했으나 Variety 지(誌)에서는 2007년 9월 글렌 모르간이 제작진들 사이의 의견 충돌로 제작에서 손을 뗐다고 했다.
글렌 모르간은 그가 제작에 참여했던 Space: Above & Beyond에서 만난 배우 크리스틴 클로크(Kristen Cloke)와 결혼했으며 크리스텐 클로케는 글렌 모르간이 제작에 참여한 다른 작품들에도 출연했다.